# 容祖兒獎項列表
容祖兒獎項列表列出香港歌手容祖兒出道至今所獲獎項。容祖兒出道至今曾11次獲得香港叱咤樂壇流行榜頒獎典禮「叱咤樂壇女歌手」金獎，12次獲得十大勁歌金曲「最受歡迎女歌星」及14次獲得十大中文金曲頒獎典禮「最優秀流行女歌手」。2016年專輯《J-POP》榮獲「叱咤至尊唱片大獎」 。2018年推出的廣東歌〈心之科學〉獲得叱咤樂壇流行榜「叱咤樂壇至尊歌曲大獎」。個人方面，容祖兒先後於2014年及2016年獲無綫電視及新城電台頒發「最受歡迎歌手十年大獎」及「勁爆25週年音樂大獎」，肯定其對樂壇貢獻。

### 主要音樂獎項紀錄
- 三次榮獲「四台聯頒傳媒大獎」（2003－2004、2009）
- 七度囊括四台女歌手大獎（2005、2007、2010－2013、2015）
- 十二屆勁歌金曲「最受歡迎女歌星」（2003－2007、2010－2016）
- 兩屆勁歌金曲「亞太區最受歡迎香港女歌星」（2008－2009）
- 廿二首「勁歌金曲」，其中三首為「金曲金獎」（2003、2009、2013）
- 十九屆十大中文金曲「優秀流行歌手大獎」（2001－2019）
- 十四屆十大中文金曲「最優秀流行女歌手」（2004－2017）
- 十六屆十大中文金曲「全年最高銷量女歌手」（2001－2009、2011－2017）
- 六度包辦十大中文金曲「優秀流行歌手」、「全國最佳女歌手」、「最優秀流行女歌手」、「全年最高銷量女歌手」（2005－2009、2013）
- 十七首「十大中文金曲」（2000－2016），包括一首「全球華人至尊金曲」（2003）
- 連續十七年打入「叱咤樂壇女歌手」三甲位置（2000－2016），包括十一次金獎（2003、2005、2007－2013、2015－2016）
- 十八次入圍「叱咤樂壇我最喜愛的女歌手」最後五強（2000、2003－2019），並兩度獲獎（2003－2004）
- 十四首「叱咤十大」（2002—2004、2006—2008、2010—2011、2013—2016、2018、2024），包括一首「叱咤樂壇至尊歌曲」（2018）
- 九屆「新城勁爆女歌手」（2001—2009）
- 八屆「新城全球勁爆歌手」（2007—2013、2015）
- 三屆「新城勁爆播放指數歌手大獎」（2008—2009、2011）
- 十九首「新城勁爆歌曲」，包括一首「新城勁爆年度歌曲」（2003）、一首「 新城全球勁爆歌曲」（2005）及一首「 新城勁爆我最欣賞歌曲」（2010）
- 1999—2013年連續15年無間斷獲得「新城勁爆頒獎禮」獎項
- 1999—2016年連續18年無間斷獲得「叱咤頒獎禮」、「勁歌金曲」獎項
- 1999—2019年連續21年無間斷獲得「十大中文金曲」獎項

### 香港四大電子傳媒獎項

#### 1999年度
- 1999年勁歌金曲第四季季選 - 得獎歌曲〈未知〉[3]。
- 1999年勁歌金曲第四季季選 - 新星試打三屆台主
- 新城勁爆頒獎禮1999 - 新城勁爆歌曲〈未知〉
- 新城勁爆頒獎禮1999 - 新城勁爆新登場歌手
- 1999年度叱咤樂壇流行榜頒獎典禮 - 叱咤樂壇生力軍 銅獎
- 1999年度十大勁歌金曲頒獎典禮 - 最受歡迎改編歌曲演繹大獎〈未知〉
- 1999年度十大勁歌金曲頒獎典禮 - 最受歡迎新人獎 金獎
- 第二十二屆十大中文金曲頒獎音樂會 - 最有前途新人獎（女歌手）銀獎
- 第二十二屆十大中文金曲頒獎音樂會 - 最佳改編歌曲獎〈未知〉

#### 2000年度
- 2000年勁歌金曲第一季季選 - 得獎歌曲〈不容錯失〉
- 2000年勁歌金曲第二季季選 - 得獎歌曲〈最新消息〉
- 2000年勁歌金曲第三季季選 - 得獎歌曲〈誰來愛我〉
- 2000年勁歌金曲第四季季選 - 得獎歌曲〈美麗在望〉
- 新城勁爆頒獎禮2000 - 新城勁爆歌曲〈誰來愛我〉
- 新城勁爆頒獎禮2000 - 新城勁爆人氣女歌手
- 2000年度叱咤樂壇流行榜頒獎典禮 - 叱咤樂壇女歌手 銅獎
- 2000年度十大勁歌金曲頒獎典禮 - 最受歡迎廣告歌曲大獎 銀獎〈美麗在望〉
- 2000年度十大勁歌金曲頒獎典禮 - 2000年度傑出表現獎 金獎
- 第二十三屆十大中文金曲頒獎音樂會 - 十大中文金曲〈誰來愛我〉
- 第二十三屆十大中文金曲頒獎音樂會 - 飛躍大獎（女歌手）銅獎
- 2000年度四台聯頒音樂大獎 - 卓越表現大獎 金獎

#### 2001年度
- 2001年勁歌金曲第一季季選 - 得獎歌曲〈痛愛〉
- 2001年勁歌金曲第二季季選 - 得獎歌曲〈全身暑假〉
- 2001年勁歌金曲第三季季選 - 得獎歌曲〈隆重登場〉
- 2001年勁歌金曲第四季季選 - 得獎歌曲〈再見我的初戀〉
- 新城勁爆頒獎禮2001 - 新城勁爆歌曲〈痛愛〉
- 新城勁爆頒獎禮2001 - 新城勁爆女歌手
- 2001年度叱咤樂壇流行榜頒獎典禮 - 叱咤樂壇女歌手 銅獎
- 2001年度十大勁歌金曲頒獎典禮 - 最受歡迎廣告歌曲大獎 銅獎〈全身暑假〉
- 2001年度十大勁歌金曲頒獎典禮 - 十大勁歌金曲獎〈痛愛〉
- 2001年度TVB8金曲榜頒獎典禮 - TVB8金曲榜金曲獎〈習慣你〉
- 第二十四屆十大中文金曲頒獎音樂會 - 優秀流行歌手大獎
- 第二十四屆十大中文金曲頒獎音樂會 - 十大中文金曲〈痛愛〉
- 第二十四屆十大中文金曲頒獎音樂會 - IFPI 全年最高銷量大碟獎《喜歡祖兒》
- 第二十四屆十大中文金曲頒獎音樂會 - 飛躍大獎（女歌手）金獎
- 2001年度四台聯頒音樂大獎 - 卓越表現大獎 金獎
- IFPI香港唱片銷量大獎2001 - 十大銷量廣東唱片《喜歡祖兒》

#### 2002年度
- 2002年勁歌金曲第一季季選 - 得獎歌曲〈怯〉
- 2002年勁歌金曲第二季季選 - 得獎歌曲〈一面之緣〉
- 新城國語力頒獎禮2002 - 新城國語力歌曲〈Heartbeat〉
- 新城國語力頒獎禮2002 - 國語新勢力（女歌手）
- 2002年勁歌金曲第三季季選 - 得獎歌曲〈抱抱〉
- 2002年勁歌金曲第四季季選 - 得獎歌曲〈爭氣〉
- 新城勁爆頒獎禮2002 - 新城勁爆歌曲〈抱抱〉
- 新城勁爆頒獎禮2002 - 新城勁爆歌曲〈爭氣〉
- 新城勁爆頒獎禮2002 - 新城勁爆女歌手
- 2002年度叱咤樂壇流行榜頒獎典禮 - 專業推介叱吒十大 第四位〈爭氣〉
- 2002年度叱咤樂壇流行榜頒獎典禮 - 叱吒樂壇女歌手 銀獎
- 2002年度十大勁歌金曲頒獎典禮 - 最受歡迎廣告歌曲大獎 銀獎〈爭氣〉
- 2002年度十大勁歌金曲頒獎典禮 - 十大勁歌金曲獎〈爭氣〉
- 2002年度TVB8金曲榜頒獎典禮 - TVB8金曲榜金曲獎〈漂白的心〉
- 第二十五屆十大中文金曲頒獎音樂會 - 優秀流行歌手大獎
- 第二十五屆十大中文金曲頒獎音樂會 - 十大中文金曲〈爭氣〉
- 第二十五屆十大中文金曲頒獎音樂會 - 全年最高銷量歌手大獎（女歌手）
- IFPI香港唱片銷量大獎2002 - 十大銷量廣東唱片《隆重登場》
- IFPI香港唱片銷量大獎2002 - 十大銷量廣東唱片《喜歡祖兒2》

#### 2003年度
- 2003年勁歌金曲第一季季選 - 得獎歌曲〈我的驕傲〉
- 2003年勁歌金曲第二季季選 - 得獎歌曲〈習慣失戀〉
- 新城國語力頒獎禮2003 - 新城國語力歌曲〈揮着翅膀的女孩》
- 新城國語力頒獎禮2003 - 新城國語力躍進歌手
- 2003年勁歌金曲第三季季選 - 得獎歌曲〈Show Up〉
- 2003年勁歌金曲第四季季選 - 得獎歌曲〈出賣》
- 第二十六屆十大中文金曲頒獎音樂會 - 優秀流行歌手大獎
- 第二十六屆十大中文金曲頒獎音樂會 - 十大中文金曲〈我的驕傲〉
- 第二十六屆十大中文金曲頒獎音樂會 - 全年最高銷量歌手大獎（女歌手）
- 第二十六屆十大中文金曲頒獎音樂會 - 全球華人至尊金曲獎〈我的驕傲〉
- 新城勁爆頒獎禮2003 - 新城勁爆歌曲〈我的驕傲〉
- 新城勁爆頒獎禮2003 - 新城勁爆年度歌曲〈我的驕傲〉
- 新城勁爆頒獎禮2003 - 新城勁爆女歌手
- 2003年度叱咤樂壇流行榜頒獎典禮 - 專業推介叱吒十大 第七位〈我的驕傲〉
- 2003年度叱咤樂壇流行榜頒獎典禮 - 叱吒樂壇女歌手 金獎
- 2003年度叱咤樂壇流行榜頒獎典禮 - 叱吒樂壇我最喜愛的女歌手
- 2003年度十大勁歌金曲頒獎典禮 - 十大勁歌金曲獎〈我的驕傲〉
- 2003年度十大勁歌金曲頒獎典禮 - 最受歡迎女歌星
- 2003年度十大勁歌金曲頒獎典禮 - 十大勁歌金曲金獎〈我的驕傲〉
- 2003年度四台聯頒音樂大獎 - 傳媒大獎（歌手）
- 2003年度TVB8金曲榜頒獎典禮 - TVB8金曲榜金曲獎〈揮著翅膀的女孩〉
- 2003年度TVB8金曲榜頒獎典禮 - TVB8金曲榜金曲金獎〈揮著翅膀的女孩〉
- IFPI香港唱片銷量大獎2003 - 十大銷量廣東唱片《我的驕傲》

#### 2004年度
- 2004勁歌金曲優秀選第一回 - 得獎歌曲〈一拍兩散〉
- 新城國語力頒獎禮2004 - 新城國語力歌曲〈獨照〉
- 新城國語力頒獎禮2004 - 新城國語力女歌手
- 2004勁歌金曲優秀選第二回 - 得獎歌曲〈世上只有〉
- 新城勁爆頒獎禮2004 - 新城勁爆歌曲〈一拍兩散〉
- 新城勁爆頒獎禮2004 - 新城勁爆歌曲〈世上只有〉
- 新城勁爆頒獎禮2004 - 新城勁爆卡拉OK歌曲〈世上只有〉
- 新城勁爆頒獎禮2004 - 新城勁爆大碟《Nin9 2 5ive》
- 新城勁爆頒獎禮2004 - 新城勁爆大碟《Show up 容祖兒演唱會 Live CD》
- 新城勁爆頒獎禮2004 - 新城勁爆國語歌曲《獨照〉
- 新城勁爆頒獎禮2004 - 新城勁爆女歌手
- 2004年度叱咤樂壇流行榜頒獎典禮 - 專業推介叱吒十大 第九位〈一拍兩散〉
- 2004年度叱咤樂壇流行榜頒獎典禮 - 叱吒樂壇女歌手 銀獎
- 2004年度叱咤樂壇流行榜頒獎典禮 - 叱吒樂壇我最喜愛的女歌手
- 2004年度十大勁歌金曲頒獎典禮 - 十大勁歌金曲獎〈世上只有〉
- 2004年度十大勁歌金曲頒獎典禮 - 最受歡迎廣告歌曲大獎 金獎〈心病〉
- 2004年度十大勁歌金曲頒獎典禮 - 最受歡迎華語歌曲獎 銀獎〈獨照〉
- 2004年度十大勁歌金曲頒獎典禮 - 最受歡迎女歌星
- 第二十七屆十大中文金曲頒獎音樂會 - 優秀流行歌手大獎
- 第二十七屆十大中文金曲頒獎音樂會 - 十大中文金曲〈世上只有〉
- 第二十七屆十大中文金曲頒獎音樂會 - 全年最高銷量歌手大獎（女歌手）
- 第二十七屆十大中文金曲頒獎音樂會 - 全國最受歡迎歌手獎（女歌手）銅獎
- 第二十七屆十大中文金曲頒獎音樂會 - 最優秀流行女歌手
- 2004年度四台聯頒音樂大獎 - 傳媒大獎（歌手）
- 2004年度TVB8金曲榜頒獎典禮 - TVB8金曲榜金曲獎〈獨照〉
- 2004年度TVB8金曲榜頒獎典禮 - TVB8金曲榜內地觀眾最愛女歌手獎
- IFPI香港唱片銷量大獎2004 - 十大銷量廣東唱片《Give Love A Break》
- IFPI香港唱片銷量大獎2004 - 十大銷量廣東唱片《Nin9 2 5ive》
- IFPI香港唱片銷量大獎2004 - 十大銷量廣東唱片《Show Up 容祖兒演唱會 Live CD》
- IFPI香港唱片銷量大獎2004 - 十大銷量國語唱片《獨照》
- IFPI香港唱片銷量大獎2004 - 全年最高銷量本地女歌手

#### 2005年度
- 2005勁歌金曲優秀選第一回 - 得獎歌曲〈明日恩典〉
- 2005勁歌金曲優秀選第一回 - 最受歡迎廣告歌曲獎〈Chihuahua〉
- 新城國語力頒獎禮2005 - 新城國語力歌曲〈明日恩典〉
- 新城國語力頒獎禮2005 - 新城國語力熱爆K歌〈明日恩典〉
- 新城國語力頒獎禮2005 - 新城國語力香港女歌手
- 2005勁歌金曲優秀選第二回 - 得獎歌曲〈越唱越強〉
- 2005勁歌金曲優秀選第三回 - 得獎歌曲〈天之驕女〉
- 新城勁爆頒獎禮2005 - 新城勁爆歌曲〈越唱越強〉
- 新城勁爆頒獎禮2005 - 新城勁爆歌曲〈明日恩典〉
- 新城勁爆頒獎禮2005 - 新城勁爆原創歌曲〈明日恩典〉
- 新城勁爆頒獎禮2005 - 新城全球勁爆舞台大獎
- 新城勁爆頒獎禮2005 - 新城全球勁爆歌曲〈明日恩典〉
- 新城勁爆頒獎禮2005 - 新城勁爆我最欣賞女歌手
- 新城勁爆頒獎禮2005 - 新城勁爆女歌手
- 新城勁爆頒獎禮2005 - 新城勁爆亞洲歌手大獎
- 2005年度叱咤樂壇流行榜頒獎典禮 - 叱吒樂壇女歌手 金獎
- 2005年度十大勁歌金曲頒獎典禮 - 十大勁歌金曲獎〈明日恩典〉
- 2005年度十大勁歌金曲頒獎典禮 - 最受歡迎合唱歌曲獎〈刻不容緩〉（與李克勤合唱）
- 2005年度十大勁歌金曲頒獎典禮 - 最受歡迎女歌星
- 2005年度TVB8金曲榜頒獎典禮 - TVB8金曲榜金曲獎〈明日恩典〉
- 第二十八屆十大中文金曲頒獎音樂會 - 優秀流行歌手大獎
- 第二十八屆十大中文金曲頒獎音樂會 - 十大中文金曲〈明日恩典〉
- 第二十八屆十大中文金曲頒獎音樂會 - 全國最受歡迎歌手獎（女歌手）金獎
- 第二十八屆十大中文金曲頒獎音樂會 - 全年最高銷量歌手大獎（女歌手）
- 第二十八屆十大中文金曲頒獎音樂會 - 最優秀流行女歌手
- IFPI香港唱片銷量大獎2005 - 十大銷量廣東唱片《喜歡祖兒3》
- IFPI香港唱片銷量大獎2005 - 十大銷量廣東唱片《壓軸拉闊音樂會》（與李克勤一同獲獎）
- IFPI香港唱片銷量大獎2005 - 十大本地銷量歌手
- IFPI香港唱片銷量大獎2005 - 全年最高銷量本地女歌手

#### 2006年度
- 2006勁歌金曲優秀選第一回 - 得獎歌曲〈赤地雪〉
- 2006勁歌金曲優秀選第一回 - 最受歡迎廣告歌曲獎〈赤地雪〉
- 新城國語力頒獎禮2006 - 新城國語力歌曲〈愛情復興〉
- 新城國語力頒獎禮2006 - 新城國語力熱爆K歌〈用一千手臂擁抱你〉
- 新城國語力頒獎禮2006 - 新城國語力演繹獎
- 新城國語力頒獎禮2006 - 新城國語力女歌手
- 2006勁歌金曲優秀選第二回 - 得獎歌曲〈情歌的情歌〉
- 2006勁歌金曲優秀選第三回 - 得獎歌曲〈華麗邂逅〉
- 新城勁爆頒獎禮2006 - 新城勁爆歌曲〈華麗邂逅〉
- 新城勁爆頒獎禮2006 - 新城勁爆歌曲〈赤地雪〉
- 新城勁爆頒獎禮2006 - 新城勁爆原創廣告歌曲〈華麗邂逅〉
- 新城勁爆頒獎禮2006 - 新城全球勁爆舞台大獎
- 新城勁爆頒獎禮2006 - 新城勁爆女歌手
- 2006年度叱咤樂壇流行榜頒獎典禮 - 專業推介叱吒十大 第三位〈華麗邂逅〉
- 2006年度叱咤樂壇流行榜頒獎典禮 - 叱吒樂壇女歌手 銀獎
- 2006年度十大勁歌金曲頒獎典禮 - 十大勁歌金曲獎〈華麗邂逅〉
- 2006年度十大勁歌金曲頒獎典禮 - 最受歡迎廣告歌曲大獎 銅獎〈赤地雪〉
- 2006年度十大勁歌金曲頒獎典禮 - 最受歡迎華語歌曲獎 銅獎〈愛情復興〉
- 2006年度十大勁歌金曲頒獎典禮 - 最受歡迎女歌星
- 2006年度TVB8金曲榜頒獎典禮 - TVB8金曲榜金曲獎〈愛情復興〉
- 2006年度TVB8金曲榜頒獎典禮 - TVB8金曲榜最受歡迎女歌手獎
- 第二十九屆十大中文金曲頒獎音樂會 - 優秀流行歌手大獎
- 第二十九屆十大中文金曲頒獎音樂會 - 十大中文金曲〈華麗邂逅〉
- 第二十九屆十大中文金曲頒獎音樂會 - 全國最受歡迎歌手獎（女歌手）
- 第二十九屆十大中文金曲頒獎音樂會 - 全年最高銷量歌手大獎（女歌手）
- 第二十九屆十大中文金曲頒獎音樂會 - 最優秀流行女歌手
- IFPI香港唱片銷量大獎2006 - 十大銷量廣東唱片《Reflection of Joey's Live Concert》
- IFPI香港唱片銷量大獎2006 - 十大銷量廣東唱片《莫拉維亞交響樂團音樂會》（與姚珏一同獲獎）
- IFPI香港唱片銷量大獎2006 - 十大本地銷量歌手
- IFPI香港唱片銷量大獎2006 - 全年最高銷量本地女歌手

#### 2007年度
- 2007勁歌金曲優秀選第一回 - 得獎歌曲〈心花怒放〉
- 新城國語力頒獎禮2007 - 新城國語力歌曲〈小小〉
- 新城國語力頒獎禮2007 - 新城國語力歌曲〈飆汗〉（與羅志祥合唱）
- 新城國語力頒獎禮2007 - 新城國語力演繹獎
- 新城國語力頒獎禮2007 - 新城國語力女歌手
- 2007勁歌金曲優秀選第二回 - 最受歡迎廣告歌曲獎〈逃〉
- 2007勁歌金曲優秀選第三回 - 得獎歌曲〈零時零分〉
- 新城勁爆頒獎禮2007 - 新城勁爆歌曲〈零時零分〉
- 新城勁爆頒獎禮2007 - 新城勁爆女歌手
- 新城勁爆頒獎禮2007 - 新城全國樂迷投選勁爆歌手
- 新城勁爆頒獎禮2007 - 新城全球勁爆歌手
- 2007年度叱咤樂壇流行榜頒獎典禮 - 專業推介叱吒十大 第七位〈愛一個上一課〉
- 2007年度叱咤樂壇流行榜頒獎典禮 - 叱吒樂壇女歌手 金獎
- 2007年度十大勁歌金曲頒獎典禮 - 十大勁歌金曲獎〈零時零分〉
- 2007年度十大勁歌金曲頒獎典禮 - 最受歡迎廣告歌曲大獎 金獎〈心花怒放〉
- 2007年度十大勁歌金曲頒獎典禮 - 最受歡迎華語歌曲獎 金獎〈小小〉
- 2007年度十大勁歌金曲頒獎典禮 - 最受歡迎女歌星
- 2007年度TVB8金曲榜頒獎典禮 - TVB8金曲榜金曲獎〈小小〉
- 2007年度TVB8金曲榜頒獎典禮 - TVB8金曲榜全球觀眾最愛粵語歌曲獎〈心花怒放〉
- 2007年度TVB8金曲榜頒獎典禮 - TVB8金曲榜最受歡迎女歌手獎
- 第三十屆十大中文金曲頒獎音樂會 - 優秀流行歌手大獎
- 第三十屆十大中文金曲頒獎音樂會 - 十大中文金曲〈愛一個上一課〉
- 第三十屆十大中文金曲頒獎音樂會 - 全國最佳歌手獎（女歌手）
- 第三十屆十大中文金曲頒獎音樂會 - 全年最高銷量歌手大獎（女歌手）
- 第三十屆十大中文金曲頒獎音樂會 - 最優秀流行女歌手
- IFPI香港唱片銷量大獎2007 - 十大銷量廣東唱片《加州紅903黃金組合音樂會》（與古巨基一同獲獎）
- IFPI香港唱片銷量大獎2007 - 十大銷量國語唱片《小小》
- IFPI香港唱片銷量大獎2007 - 十大本地銷量歌手

#### 2008年度
- 2008勁歌金曲優秀選第一回 - 得獎歌曲〈陪我長大〉
- 2008勁歌金曲優秀選第一回 - 最受歡迎廣告歌曲獎〈Lucky Star〉
- 新城國語力頒獎禮2008 - 新城國語力歌曲〈夢非夢〉
- 新城國語力頒獎禮2008 - 新城國語力舞台大獎
- 新城國語力頒獎禮2008 - 新城國語力全國最受歡迎歌手獎
- 新城國語力頒獎禮2008 - 新城國語力亞洲歌手大獎
- 2008勁歌金曲優秀選第二回 - 得獎歌曲〈跑步機上〉
- 2008勁歌金曲優秀選第三回 - 得獎歌曲〈與蝶同眠〉
- 2008年度TVB8金曲榜頒獎典禮 - TVB8金曲榜金曲獎〈夢非夢〉
- 2008年度TVB8金曲榜頒獎典禮 - TVB8金曲榜全球熱愛粵語歌曲獎〈跑步機上〉
- 2008年度TVB8金曲榜頒獎典禮 - TVB8金曲榜最受歡迎女歌手獎
- 新城勁爆頒獎禮2008 - 新城勁爆歌曲〈陪我長大〉
- 新城勁爆頒獎禮2008 - 新城勁爆女歌手
- 新城勁爆頒獎禮2008 - 新城勁爆播放指數大獎（歌手）
- 新城勁爆頒獎禮2008 - 新城全球勁爆歌手
- 新城勁爆頒獎禮2008 - 新城全球勁爆舞台大獎
- 2008年度叱咤樂壇流行榜頒獎典禮 - 專業推介叱吒十大 第四位〈跑步機上〉
- 2008年度叱咤樂壇流行榜頒獎典禮 - 叱吒樂壇女歌手 金獎
- 2008年度十大勁歌金曲頒獎典禮 - 十大勁歌金曲獎〈跑步機上〉
- 2008年度十大勁歌金曲頒獎典禮 - 最受歡迎廣告歌曲獎 金獎〈Lucky Star〉
- 2008年度十大勁歌金曲頒獎典禮 - 亞太區最受歡迎香港女歌星
- 第三十一屆十大中文金曲頒獎音樂會 - 優秀流行歌手大獎
- 第三十一屆十大中文金曲頒獎音樂會 - 十大中文金曲〈陪我長大〉
- 第三十一屆十大中文金曲頒獎音樂會 - 全國最佳歌手獎（女歌手）
- 第三十一屆十大中文金曲頒獎音樂會 - 全年最高銷量歌手大獎（女歌手）
- 第三十一屆十大中文金曲頒獎音樂會 - 最優秀流行女歌手
- IFPI香港唱片銷量大獎2008 - 十大銷量廣東唱片《Starlight 容祖兒演唱會08》
- IFPI香港唱片銷量大獎2008 - 十大銷量廣東唱片《Love Joey Love Four》
- IFPI香港唱片銷量大獎2008 - 十大銷量本地歌手
- IFPI香港唱片銷量大獎2008 - 全年最高銷量本地女歌手

#### 2009年度
- 2009勁歌金曲優秀選第一回 - 得獎歌曲〈可歌可泣〉
- 2009勁歌金曲優秀選第一回 - 最受歡迎廣告歌曲獎〈可歌可泣〉
- 新城國語力頒獎禮2009 - 新城國語力歌曲〈這就是愛嗎?〉
- 新城國語力頒獎禮2009 - 新城國語力熱爆K歌〈這就是愛嗎?〉
- 新城國語力頒獎禮2009 - 新城國語力全國最受歡迎偶像獎
- 新城國語力頒獎禮2009 - 新城國語力女歌手
- 新城國語力頒獎禮2009 - 新城國語力亞洲歌手大獎
- 2009勁歌金曲優秀選第二回 - 得獎歌曲〈搜神記〉
- 2009勁歌金曲優秀選第二回 - 最受歡迎廣告歌曲獎〈開動快樂〉
- 2009勁歌金曲優秀選第三回 - 最受歡迎廣告歌曲獎〈雙冠軍〉
- 2009年度TVB8金曲榜頒獎典禮 - TVB8金曲榜金曲獎〈這就是愛嗎〉
- 2009年度TVB8金曲榜頒獎典禮 - TVB8金曲榜全球熱愛粵語歌曲〈開動快樂〉
- 2009年度TVB8金曲榜頒獎典禮 - TVB8金曲榜最受歡迎女歌手獎
- 新城勁爆頒獎禮2009 - 新城勁爆歌曲〈搜神記〉
- 新城勁爆頒獎禮2009 - 新城勁爆國語歌曲〈祖國兒女〉
- 新城勁爆頒獎禮2009 - 新城勁爆女歌手
- 新城勁爆頒獎禮2009 - 新城勁爆播放指數大獎（歌手）
- 新城勁爆頒獎禮2009 - 新城全球勁爆歌手
- 新城勁爆頒獎禮2009 - 新城勁爆流行女皇榮譽大獎
- 2009年度叱咤樂壇流行榜頒獎典禮 - 叱咤樂壇女歌手 金獎
- 2009年度十大勁歌金曲頒獎典禮 - 十大勁歌金曲獎〈搜神記〉
- 2009年度十大勁歌金曲頒獎典禮 - 最受歡迎廣告歌曲獎〈雙冠軍〉
- 2009年度十大勁歌金曲頒獎典禮 - 最受歡迎改編歌曲獎 銀獎〈開動快樂〉
- 2009年度十大勁歌金曲頒獎典禮 - 最受歡迎華語歌曲獎 銀獎〈這就是愛嗎?〉
- 2009年度十大勁歌金曲頒獎典禮 - 十大勁歌金曲獎〈可歌可泣〉
- 2009年度十大勁歌金曲頒獎典禮 - 亞太區最受歡迎香港女歌星
- 2009年度十大勁歌金曲頒獎典禮 - 十大勁歌金曲金獎〈搜神記〉
- 第三十二屆十大中文金曲頒獎音樂會 - 優秀流行歌手大獎
- 第三十二屆十大中文金曲頒獎音樂會 - 十大中文金曲〈搜神記〉
- 第三十二屆十大中文金曲頒獎音樂會 - 全國最佳歌手獎（女歌手）
- 第三十二屆十大中文金曲頒獎音樂會 - 全年最高銷量歌手大獎（女歌手）
- 第三十二屆十大中文金曲頒獎音樂會 - 最優秀流行女歌手
- 2009年度四台聯頒音樂大獎 - 傳媒大獎（歌手）
- IFPI香港唱片銷量大獎2009 - 十大銷量廣東唱片《A TIME FOR US》
- IFPI香港唱片銷量大獎2009 - 十大銷量國語唱片《很忙》
- IFPI香港唱片銷量大獎2009 - 最暢銷本地現場錄製音像出品《Joey Yung Perfect 10 Live 2009》
- IFPI香港唱片銷量大獎2009 - 最暢銷本地現場錄製音像出品《祖戀明歌音樂會》（與黃耀明一同獲獎）
- IFPI香港唱片銷量大獎2009 - 十大銷量本地歌手

#### 2010年度
- 新城國語力頒獎禮2010 - 新城國語力歌曲〈信今生愛過〉
- 新城國語力頒獎禮2010 - 新城國語力熱爆K歌〈很忙〉
- 新城國語力頒獎禮2010 - 新城國語力全國最受歡迎歌手獎
- 新城國語力頒獎禮2010 - 新城國語力女歌手
- 新城國語力頒獎禮2010 - 新城國語力全球最受歡迎至尊歌手大獎
- 2010勁歌金曲優秀選第二回 - 得獎歌曲〈信今生愛過〉
- 2010勁歌金曲優秀選第二回 - 最受歡迎廣告歌曲獎〈綠野仙蹤〉
- 2010勁歌金曲優秀選第三回 - 得獎歌曲〈破相〉
- 2010年度TVB8金曲榜頒獎典禮 - TVB8金曲榜金曲獎〈信今生愛過〉
- 2010年度TVB8金曲榜頒獎典禮 - TVB8金曲榜全球觀眾最愛粵語歌曲獎〈桃色冒險〉
- 2010年度TVB8金曲榜頒獎典禮 - TVB8金曲榜最受歡迎女歌手獎
- 新城勁爆頒獎禮2010 - 新城勁爆歌曲〈破相〉
- 新城勁爆頒獎禮2010 - 新城勁爆跳舞歌曲〈桃色冒險〉
- 新城勁爆頒獎禮2010 - 新城勁爆我最欣賞歌曲〈破相〉
- 新城勁爆頒獎禮2010 - 新城全球勁爆歌手
- 新城勁爆頒獎禮2010 - 新城全球勁爆舞台大獎
- 2010年度叱咤樂壇流行榜頒獎典禮 - 專業推介叱吒十大 第四位〈桃色冒險〉
- 2010年度叱咤樂壇流行榜頒獎典禮 - 叱咤樂壇女歌手 金獎
- 第三十三屆十大中文金曲頒獎音樂會 - 優秀流行歌手大獎
- 第三十三屆十大中文金曲頒獎音樂會 - 十大中文金曲〈破相〉
- 第三十三屆十大中文金曲頒獎音樂會 - 最優秀流行女歌手
- 2010年度十大勁歌金曲頒獎典禮 - 最受歡迎廣告歌曲獎〈綠野仙蹤〉
- 2010年度十大勁歌金曲頒獎典禮 - 最受歡迎華語歌曲獎 金獎〈信今生愛過〉
- 2010年度十大勁歌金曲頒獎典禮 - 十大勁歌金曲獎〈破相〉
- 2010年度十大勁歌金曲頒獎典禮 - 最受歡迎女歌星
- IFPI香港唱片銷量大獎2010 - 十大銷量廣東唱片《Joey Ten 2010》
- IFPI香港唱片銷量大獎2010 - 十大銷量本地歌手

#### 2011年度
- 2011勁歌金曲優秀選第一回 - 得獎歌曲〈澎湃〉
- 2011勁歌金曲優秀選第一回 - 最受歡迎廣告歌曲獎〈澎湃〉
- 新城國語力頒獎禮2011 - 新城國語力歌曲〈風無心〉
- 新城國語力頒獎禮2011 - 新城國語力全國最受歡迎歌手獎
- 新城國語力頒獎禮2011 - 新城國語力全球最受歡迎至尊歌手大獎
- 2011勁歌金曲優秀選第二回 - 得獎歌曲〈13點〉
- 2011勁歌金曲優秀選第三回 - 得獎歌曲〈花千樹〉
- 2011年度TVB8金曲榜頒獎典禮 - TVB8金曲榜金曲獎〈最後情人〉
- 2011年度TVB8金曲榜頒獎典禮 - TVB8金曲榜全球觀眾最愛粵語歌曲獎〈13點〉
- 2011年度TVB8金曲榜頒獎典禮 - TVB8金曲榜最受歡迎女歌手獎
- 新城勁爆頒獎禮2011 - 新城勁爆歌曲〈花千樹〉
- 新城勁爆頒獎禮2011 - 新城勁爆卡拉OK歌曲〈牆紙〉
- 新城勁爆頒獎禮2011 - 新城勁爆年度專輯大獎《Joey & Joey》
- 新城勁爆頒獎禮2011 - 新城全球勁爆歌手
- 2011年度叱咤樂壇流行榜頒獎典禮 - 專業推介叱吒十大 第五位〈牆紙〉
- 2011年度叱咤樂壇流行榜頒獎典禮 - 叱咤樂壇女歌手 金獎
- 第三十四屆十大中文金曲頒獎音樂會 - 優秀流行歌手大獎
- 第三十四屆十大中文金曲頒獎音樂會 - 十大中文金曲〈花千樹〉
- 第三十四屆十大中文金曲頒獎音樂會 - 全年最高銷量歌手大獎（女歌手）
- 第三十四屆十大中文金曲頒獎音樂會 - 最優秀流行女歌手
- 2011年度十大勁歌金曲頒獎典禮 - 最受歡迎廣告歌曲獎 金獎〈澎湃〉
- 2011年度十大勁歌金曲頒獎典禮 - 十大勁歌金曲獎〈花千樹〉
- 2011年度十大勁歌金曲頒獎典禮 - 最受歡迎華語歌曲獎 銅獎〈最後情人〉
- 2011年度十大勁歌金曲頒獎典禮 - 最受歡迎女歌星
- IFPI香港唱片銷量大獎2011 - 十大銷量廣東唱片《Joey & Joey》
- IFPI香港唱片銷量大獎2011 - 十大數碼暢銷歌曲〈破相〉
- IFPI香港唱片銷量大獎2011 - 最暢銷本地現場錄製音像出品《Joey Yung Concert Number 6》
- IFPI香港唱片銷量大獎2011 - 十大銷量本地歌手
- IFPI香港唱片銷量大獎2011 - 最高銷量廣東唱片《Joey & Joey》
- IFPI香港唱片銷量大獎2011 - 全年最高銷量本地女歌手

#### 2012年度
- 2012勁歌金曲優秀選第一回 - 得獎歌曲〈我要玩〉
- 2012勁歌金曲優秀選第一回 - 最受歡迎廣告歌曲獎〈我要玩〉
- 新城國語力頒獎禮2012 - 新城國語力歌曲〈霧裏看花〉
- 新城國語力頒獎禮2012 - 新城國語力熱爆K歌〈正好〉
- 新城國語力頒獎禮2012 - 新城國語力年度歌曲大獎〈正好〉
- 新城國語力頒獎禮2012 - 新城國語力全球最受歡迎至尊歌手大獎
- 2012勁歌金曲優秀選第二回 - 最受歡迎華語歌曲獎〈正好〉
- 2012勁歌金曲優秀選第二回 - 最受歡迎廣告歌曲獎〈出色〉
- 2012勁歌金曲優秀選第三回 - 得獎歌曲〈出色〉
- 2012勁歌金曲優秀選第三回 - 最受歡迎廣告歌曲獎〈途經北海道〉
- 2012勁歌金曲優秀選第三回 - 最受歡迎華語歌曲獎〈霧裡看花〉
- 2012年度TVB8金曲榜頒獎典禮 - TVB8金曲榜金曲獎〈霧裡看花〉
- 2012年度TVB8金曲榜頒獎典禮 - TVB8金曲榜最受歡迎女歌手獎
- 2012年度TVB8金曲榜頒獎典禮 - TVB8金曲榜金曲金獎〈霧裡看花〉
- 新城勁爆頒獎禮2012 - 新城勁爆歌曲〈霧裡看花〉
- 新城勁爆頒獎禮2012 - 新城勁爆國語歌曲〈加大力度〉
- 新城勁爆頒獎禮2012 - 新城勁爆播放指數大獎（歌手）
- 新城勁爆頒獎禮2012 - 新城全球勁爆歌手
- 2012年度叱咤樂壇流行榜頒獎典禮 - 叱咤樂壇女歌手 金獎
- 2012年度十大勁歌金曲頒獎典禮 - 最受歡迎廣告歌曲獎〈途經北海道〉
- 2012年度十大勁歌金曲頒獎典禮 - 十大勁歌金曲獎〈牆紙〉
- 2012年度十大勁歌金曲頒獎典禮 - 最受歡迎華語歌曲獎 金獎〈霧裡看花〉
- 2012年度十大勁歌金曲頒獎典禮 - 最受歡迎合唱歌曲獎 銀獎〈追風箏的風箏〉（與林欣彤合唱）
- 2012年度十大勁歌金曲頒獎典禮 - 最受歡迎女歌星
- 第三十五屆十大中文金曲頒獎音樂會 - 優秀流行歌手大獎
- 第三十五屆十大中文金曲頒獎音樂會 - 十大中文金曲〈牆紙〉
- 第三十五屆十大中文金曲頒獎音樂會 - 全年最高銷量歌手大獎（女歌手）
- 第三十五屆十大中文金曲頒獎音樂會 - 最優秀流行女歌手
- IFPI香港唱片銷量大獎2012 - 十大銷量國語唱片《Moment》
- IFPI香港唱片銷量大獎2012 - 十大數碼暢銷歌曲〈花千樹〉
- IFPI香港唱片銷量大獎2012 - 十大銷量本地現場錄製音像出品《Joey & Joey 新城容祖兒音樂會》
- IFPI香港唱片銷量大獎2012 - 十大銷量本地歌手

#### 2013年度
- 2013勁歌金曲優秀選第一回 - 得獎歌曲〈充電器〉
- 2013勁歌金曲優秀選第一回 - 得獎歌曲〈雙子情歌〉（與羅力威合唱）
- 2013勁歌金曲優秀選第一回 - 最受歡迎華語歌曲獎〈加大力度〉
- 新城國語力頒獎禮2013 - 新城國語力熱播冠軍歌曲大獎〈加大力度〉
- 新城國語力頒獎禮2013 - 新城國語力全國最受歡迎歌手
- 新城國語力頒獎禮2013 - 新城國語力全球最受歡迎歌曲〈加大力度〉
- 新城國語力頒獎禮2013 - 新城國語力全球最受歡迎歌手大獎
- 新城勁爆頒獎禮2013 - 新城勁爆歌曲〈天窗〉
- 新城勁爆頒獎禮2013 - 新城勁爆合唱歌曲〈天窗〉（與周柏豪合唱）
- 新城勁爆頒獎禮2013 - 新城勁爆專輯《小日子》
- 新城勁爆頒獎禮2013 - 新城全球勁爆歌手
- 2013年度叱咤樂壇流行榜頒獎典禮 - 專業推介叱咤十大 第七位〈天窗〉
- 2013年度叱咤樂壇流行榜頒獎典禮 - 叱咤樂壇女歌手 金獎
- 第三十六屆十大中文金曲頒獎音樂會 - 優秀流行歌手大獎
- 第三十六屆十大中文金曲頒獎音樂會 - 十大中文金曲〈天窗〉
- 第三十六屆十大中文金曲頒獎音樂會 - 全國最佳歌手獎（女歌手）
- 第三十六屆十大中文金曲頒獎音樂會 - 全年最高銷量歌手大獎（女歌手）
- 第三十六屆十大中文金曲頒獎音樂會 - 最優秀流行女歌手
- 2013年度勁歌金曲頒獎典禮 - 勁歌金曲獎 第十位〈充電器〉
- 2013年度勁歌金曲頒獎典禮 - 勁歌金曲獎 第九位〈另眼相看〉
- 2013年度勁歌金曲頒獎典禮 - 勁歌金曲獎 第三位〈雙子情歌〉（與羅力威合唱）
- 2013年度勁歌金曲頒獎典禮 - 勁歌金曲獎 第一位〈天窗〉
- 2013年度勁歌金曲頒獎典禮 - 勁歌金曲金獎〈天窗〉
- 2013年度勁歌金曲頒獎典禮 - 最受歡迎電視劇歌曲獎〈續集〉
- 2013年度勁歌金曲頒獎典禮 - 最受歡迎女歌星
- IFPI香港唱片銷量大獎2013 - 十大銷量廣東唱片《Hopelessly Romantic Collection》
- IFPI香港唱片銷量大獎2013 - 十大銷量廣東唱片《小日子》
- IFPI香港唱片銷量大獎2013 - 十大數碼暢銷歌曲〈雙子情歌〉（與羅力威合唱）
- IFPI香港唱片銷量大獎2013 - 十大銷量本地歌手
- IFPI香港唱片銷量大獎2013 - 全年最高銷量本地女歌手

#### 2014年度
- 2014勁歌金曲優秀選第一回 - 得獎歌曲〈愛情也有生命〉（與古巨基合唱）
- 2014勁歌金曲優秀選第一回 - 得獎歌曲〈布穀鳥大反擊〉
- 新城國語力頒獎禮2014 - 新城國語力熱播冠軍歌曲大獎〈破了的米菲兔〉
- 新城國語力頒獎禮2014 - 新城國語力熱爆K歌〈破了的米菲兔〉
- 新城國語力頒獎禮2014 - 新城國語力歌曲〈破了的米菲兔〉
- 新城國語力頒獎禮2014 - 新城國語力全球最受歡迎歌手大獎
- 2014年度叱咤樂壇流行榜頒獎典禮 - 專業推介叱咤十大 第四位〈樂觀〉
- 2014年度叱咤樂壇流行榜頒獎典禮 - 叱咤樂壇女歌手 銀獎
- 第三十七屆十大中文金曲頒獎音樂會 - 優秀流行歌手大獎
- 第三十七屆十大中文金曲頒獎音樂會 - 十大中文金曲〈天然呆〉
- 第三十七屆十大中文金曲頒獎音樂會 - 全年最高銷量歌手大獎（女歌手）
- 第三十七屆十大中文金曲頒獎音樂會 - 最優秀流行女歌手
- 2014年度勁歌金曲頒獎典禮 - 勁歌金曲獎〈天然呆〉
- 2014年度勁歌金曲頒獎典禮 - 勁歌金曲獎〈讓我們走下去〉（ft. 謝霆鋒）
- 2014年度勁歌金曲頒獎典禮 - 最受歡迎女歌星
- 2014年度勁歌金曲頒獎典禮 - 最受歡迎歌手十年大獎
- IFPI香港唱片銷量大獎2014 - 十大銷量本地歌手
- IFPI香港唱片銷量大獎2014 - 十大數碼暢銷歌曲〈續集〉
- IFPI香港唱片銷量大獎2014 - 全年最高暢量本地現場錄製音像出品《1314容祖兒演唱會》
- IFPI香港唱片銷量大獎2014 - 最暢銷本地現場錄製音像出品《1314容祖兒演唱會》
- IFPI香港唱片銷量大獎2014 - 全年最高銷量本地女歌手

#### 2015年度
- 2015年度勁歌金曲頒獎典禮 - 勁歌金曲獎〈這麼近那麼遠〉
- 2015年度勁歌金曲頒獎典禮 - 勁歌金曲獎〈黃昏點唱機〉（ft.林海峰）
- 2015年度勁歌金曲頒獎典禮 - 最佳合唱歌曲金獎〈世界真細小〉（與李克勤合唱）
- 2015年度勁歌金曲頒獎典禮 - 最受歡迎女歌星
- 新城勁爆頒獎禮2015 - 新城全球勁爆歌手
- 新城勁爆頒獎禮2015 - 新城全球勁爆舞台大獎
- 2015年度叱咤樂壇流行榜頒獎典禮 - 專業推介叱咤十大 第八位〈黃昏點唱機〉（ft.林海峰）
- 2015年度叱咤樂壇流行榜頒獎典禮 - 專業推介叱咤十大 第二位〈世界真細小〉（與李克勤合唱）
- 2015年度叱咤樂壇流行榜頒獎典禮 - 叱咤樂壇女歌手 金獎
- 第三十八屆十大中文金曲頒獎音樂會 - 優秀流行歌手大獎
- 第三十八屆十大中文金曲頒獎音樂會 - 十大中文金曲〈這麼近那麼遠〉
- 第三十八屆十大中文金曲頒獎音樂會 - 全年最高銷量歌手大獎（女歌手）
- 第三十八屆十大中文金曲頒獎音樂會 - 最優秀流行女歌手
- IFPI香港唱片銷量大獎2015 - 十大銷量廣東唱片《me, re-do》

#### 2016年度
- 新城勁爆頒獎禮2016 - 勁爆 25 週年音樂大獎
- 2016年度叱咤樂壇流行榜頒獎典禮 - 專業推介叱咤十大 第八位〈無人知道雙子座〉
- 2016年度叱咤樂壇流行榜頒獎典禮 - 叱咤樂壇至尊唱片大獎《J-POP》[1]
- 2016年度叱咤樂壇流行榜頒獎典禮 - 叱咤樂壇女歌手 金獎
- 第三十九屆十大中文金曲頒獎音樂會 - 優秀流行歌手大獎
- 第三十九屆十大中文金曲頒獎音樂會 - 十大中文金曲〈無人知道雙子座〉
- 第三十九屆十大中文金曲頒獎音樂會 - 全年最高銷量歌手大獎（女歌手）
- 第三十九屆十大中文金曲頒獎音樂會 - 最優秀流行女歌手
- 2016年度勁歌金曲頒獎典禮 - 勁歌金曲獎〈無人知道雙子座〉
- 2016年度勁歌金曲頒獎典禮 - 勁歌金曲獎〈我好得閒〉
- 2016年度勁歌金曲頒獎典禮 - 最受歡迎女歌星
- IFPI香港唱片銷量大獎2016 - 十大銷量本地歌手
- IFPI香港唱片銷量大獎2016 - 十大銷量廣東唱片《J-POP》
- IFPI香港唱片銷量大獎2016 - 十大銷量國語唱片《一百個我》[4]。
- IFPI香港唱片銷量大獎2016 - 最暢銷本地現場錄製音像出品《Joey Yung X Hacken Lee Concert 2015 Live》（與李克勤一同獲獎）
- IFPI香港唱片銷量大獎2016 - 全年最高銷量本地現場錄製音像出品《Joey Yung X Hacken Lee Concert 2015 Live》（與李克勤一同獲獎）
- IFPI香港唱片銷量大獎2016 - 全年最高銷量本地女歌手

#### 2017年度
- 第四十屆十大中文金曲 - 優秀流行歌手大獎
- 第四十屆十大中文金曲 - 全年最高銷量歌手大獎（女歌手）
- 第四十屆十大中文金曲 - 最優秀流行女歌手

#### 2018年度
- 第四十一屆十大中文金曲 - 優秀流行歌手大獎
- 2018年度叱咤樂壇流行榜頒獎典禮 - 叱咤樂壇至尊歌曲大獎〈心之科學〉[2]。
- 2018年度勁歌金曲頒獎典禮 - 最佳廣告歌曲金獎〈Make A Beat〉（與張敬軒合唱）

#### 2019年度
- 第四十二屆十大中文金曲 - 優秀流行歌手大獎

#### 2021年度
- 2021勁歌金曲優秀作品第一回 - 得獎歌曲〈東京人壽〉[5]

#### 2024年度
- 2024年度叱咤樂壇流行榜頒獎典禮 - 專業推介叱咤十大 第三位〈九秒九〉[6]

### 其他本地、中國內地、海外獎項
| 其他本地、中國內地、海外獎項                        | 其他本地、中國內地、海外獎項                                  |
| --------------------------------------------------- | ------------------------------------------------------------- |
| 比賽/頒獎禮                                         | 獎項                                                          |
| 1995                                                |                                                               |
| 1995 Big Echo卡拉OK大賽                             | 金獎                                                          |
| 北區保持香港清潔運動歌唱大賽                        | 公開青年組冠軍                                                |
| 禁毒滅罪耀北區Sing聲星卡拉OK比賽                    | 最具潛質獎                                                    |
| 禁毒滅罪耀北區Sing聲星卡拉OK比賽                    | 最佳金嗓子獎（學校組）冠軍                                    |
| 1999                                                |                                                               |
| 快週刊                                              | 十大千禧快上位藝人                                            |
| 2000                                                |                                                               |
| 2000年我的選擇中國原創音樂流行榜總選                | 十二首金曲〈誰來愛我〉                                        |
| 2001                                                |                                                               |
| 2001年度「雪碧」我的選擇中國原創音樂流行榜總選      | 十三首金曲〈習慣你〉                                          |
| 2002                                                |                                                               |
| 2002年度「雪碧」我的選擇中國原創音樂流行榜總選      | 年度最卓越表現大獎                                            |
| 2002年度「雪碧」我的選擇中國原創音樂流行榜總選      | 十優歌手                                                      |
| 2002年度「雪碧」我的選擇中國原創音樂流行榜總選      | 十二首金曲〈說真的〉                                          |
| 2002年度全球華語歌曲排行榜頒獎典禮                  | 年度傑出歌手                                                  |
| MTV中央電視台音樂盛典                               | 香港地區年度最具潛力歌手                                      |
| 第二屆金曲紅人頒獎禮                                | 年度十大紅人金曲獎〈抱抱〉                                    |
| 第一屆Yahoo!品牌感情大獎選舉                        | Yahoo!女名人品牌大獎                                          |
| 2003                                                |                                                               |
| 2003年度全球華語歌曲排行榜頒獎典禮                  | 最佳舞臺演繹大獎                                              |
| 2003年度全球華語歌曲排行榜頒獎典禮                  | 年度金曲〈我的驕傲〉                                          |
| 2003 CASH金帆音樂獎                                 | 最佳旋律獎〈我的驕傲〉                                        |
| 2003 CASH金帆音樂獎                                 | 最佳女歌手演繹獎〈爭氣〉                                      |
| 2003年度「雪碧」我的選擇中國原創音樂流行榜總選      | 港台金曲〈我的驕傲〉                                          |
| 2003年度「雪碧」我的選擇中國原創音樂流行榜總選      | 最優秀專輯獎（香港地區）〈我的驕傲〉                          |
| 2003年度「雪碧」我的選擇中國原創音樂流行榜總選      | 最受歡迎女歌手（香港地區）                                    |
| 流行至激音樂頒獎禮2003                              | 十首流行至激音樂作品〈我的驕傲〉                              |
| 流行至激音樂頒獎禮2003                              | 流行至激金曲〈我的驕傲〉                                      |
| 流行至激音樂頒獎禮2003                              | 流行至激女歌手                                                |
| 明報週刊2003演藝動力大獎                            | 年度最突出女歌手                                              |
| 2003年度Yahoo！搜尋人氣大獎頒獎禮                   | Yahoo！搜尋人氣歌手獎                                         |
| 勁歌王—2003季選頒獎典禮                             | 十大金曲〈我的驕傲〉                                          |
| 2003 Music In 中國－p排行榜頒獎典禮                 | 港臺地區十大金曲〈揮著翅膀的女孩〉                            |
| 2003 Music In 中國－p排行榜頒獎典禮                 | 香港地區最佳女歌手                                            |
| 加拿大至Hit中文歌曲排行榜03年度全國樂迷投票         | 全國推崇十大歌曲（粵）〈我的驕傲〉                            |
| 加拿大至Hit中文歌曲排行榜03年度全國樂迷投票         | 最受歡迎點唱歌（粵）〈我的驕傲〉                              |
| 加拿大至Hit中文歌曲排行榜03年度全國樂迷投票         | 最受歡迎女歌手（粵）                                          |
| 音樂先鋒榜2003年度總選                              | （香港）最受歡迎金曲〈我的驕傲〉                              |
| 音樂先鋒榜2003年度總選                              | （香港）最受歡迎女歌手獎                                      |
| 音樂先鋒榜2003年度總選                              | （香港）網上最受歡迎金曲獎〈我的驕傲〉                        |
| 第一屆勁歌王總選頒獎禮                              | 金曲獎（粵語）〈我的驕傲〉                                    |
| 第一屆勁歌王總選頒獎禮                              | 勁歌王至尊金曲獎〈我的驕傲〉                                  |
| 第一屆勁歌王總選頒獎禮                              | 勁歌後                                                        |
| 第一屆勁歌王總選頒獎禮                              | 勁歌K歌王獎〈我的驕傲〉                                       |
| 第一屆勁歌王總選頒獎禮                              | 傳媒大獎                                                      |
| 江蘇音樂台頒獎禮                                    | 十大金曲〈我的驕傲〉                                          |
| 江蘇音樂台頒獎禮                                    | 香港最受歡迎女歌手                                            |
| 激情飛揚2003中國原創總評榜頒獎禮                    | 年度港臺地區女歌手獎                                          |
| 2004                                                |                                                               |
| 廣州電台金曲金榜                                    | 全民投票我最喜愛歌手大獎                                      |
| 廣州電台金曲金榜                                    | 全民投票我最喜愛歌曲大獎〈分身術〉                            |
| 廣州電台金曲金榜                                    | 金曲年度最佳銷量大碟《Give Love a Break》                     |
| 廣州電台金曲金榜                                    | 年度金曲獎〈一拍兩散〉                                        |
| MTV超級炫風盛典                                     | 最具風格傳媒推薦獎                                            |
| MTV超級炫風盛典                                     | 唱片突破銷量獎（港台）                                        |
| 2004 CASH音樂頒獎典禮                               | 2003年最廣泛演出粵語流行演出獎〈我的驕傲〉                    |
| Yahoo！感情品牌大獎頒獎禮                           | 廣告代言人大獎                                                |
| Yahoo！音樂人氣歌手大獎頒獎禮                       | 女歌手（香港）                                                |
| 第四屆全球華語歌曲排行榜                            | 年度最受歡迎20大金曲〈獨照〉                                  |
| 第四屆華語音樂傳媒大獎                              | 大華語歌曲〈我的驕傲〉                                        |
| 第四屆百事音樂風雲榜頒獎禮                          | 年度粵語最佳女歌手                                            |
| 第六屆CCTV-MTV音樂盛典                              | 香港地區年度最佳女歌手                                        |
| 浪琴最具魅力之傑出人士頒獎典禮                      | 最具魅力之傑出人士                                            |
| RoadShow MV直選2004                                 | 最高票數女歌手                                                |
| RoadShow MV直選2004                                 | 最強十大MV〈世上只有〉                                        |
| Maire Claire 2 Launch Celebration Party             | Accessories Inspiring Idol                                    |
| 2005 MTV亞洲大獎                                    | 香港最受歡迎歌手獎                                            |
| 音樂先鋒榜2004年度總選                              | 十大金曲〈世上只有〉                                          |
| 音樂先鋒榜2004年度總選                              | 最受歡迎女歌手                                                |
| 音樂先鋒榜2004年度總選                              | 網上最受歡迎歌曲獎〈世上只有〉                                |
| 第五屆百事音樂風雲榜頒獎禮                          | 粵語最佳女歌手                                                |
| 第五屆百事音樂風雲榜頒獎禮                          | 香港地區最受歡迎女歌手                                        |
| TVB週刊最強人氣大獎頒獎典禮                         | 最強人氣潮人王 （女）                                         |
| 2004年度「雪碧」我的選擇中國原創音樂流行榜總選      | 優秀女歌手獎（香港地區）                                      |
| 2004年度「雪碧」我的選擇中國原創音樂流行榜總選      | 港台十大金曲〈一拍兩散〉                                      |
| 2004年度「雪碧」我的選擇中國原創音樂流行榜總選      | 最受歡迎女歌手（香港）                                        |
| 2004年度「雪碧」我的選擇中國原創音樂流行榜總選      | 最具舞臺魅力大獎（香港）                                      |
| 2004年度「雪碧」我的選擇中國原創音樂流行榜總選      | 全國最受歡迎KTV大獎〈刻不容緩〉                               |
| 第五屆華語傳媒音樂大獎                              | 最佳粵語女歌手                                                |
| 第五屆華語傳媒音樂大獎                              | 我最喜愛的女歌手                                              |
| 第二屆勁歌王總選頒獎典禮                            | 金曲獎（粵語）〈世上只有〉                                    |
| 第二屆勁歌王總選頒獎典禮                            | 最暢銷唱片大獎《Give Love a Break》                           |
| 第二屆勁歌王總選頒獎典禮                            | 最受歡迎合唱歌〈刻不容緩〉                                    |
| 第二屆勁歌王總選頒獎典禮                            | 最佳粵語女歌手                                                |
| 第二屆勁歌王總選頒獎典禮                            | 至尊王傳媒大獎 - 女歌手                                       |
| 第二屆勁歌王總選頒獎典禮                            | 勁歌後                                                        |
| 第二屆勁歌王總選頒獎典禮                            | 至尊金曲獎〈世上只有〉                                        |
| 第二屆中國唱片金碟獎                                | 最佳歌曲（港澳台）〈我的驕傲〉                                |
| 第二屆中國唱片金碟獎                                | 最佳流行女歌手（港澳台）                                      |
| 紀念中國電影百週年誕生‧中國電影音樂表彰活動         | 香港特別行政區音樂家特別獎                                    |
| 2005                                                |                                                               |
| YAHOO!搜尋人氣大獎2005                              | 搜尋人氣歌曲〈天之驕女〉                                      |
| YAHOO!搜尋人氣大獎2005                              | 2003-05年度搜尋次數累積最多人物                               |
| RoadShow至尊音樂頒獎禮2005                          | RoadShow至尊歌曲〈明日恩典〉                                  |
| RoadShow至尊音樂頒獎禮2005                          | RoadShow至尊女歌手                                            |
| 新浪2005網絡中國頒獎典禮                            | 2005年度最佳女歌手                                            |
| 第12屆東方風雲榜                                    | 華語五強歌手（香港區得獎歌手）                                |
| 2005年度「雪碧」我的選擇中國原創音樂流行榜總選      | 最受歡迎女歌手（香港）                                        |
| 2005年度「雪碧」我的選擇中國原創音樂流行榜總選      | 金曲獎〈明日恩典〉                                            |
| 加拿大至Hit中文歌曲排行榜05年度全國樂迷投票         | 全國推崇十大歌曲（粵）〈明日恩典〉                            |
| 加拿大至Hit中文歌曲排行榜05年度全國樂迷投票         | 全國推崇女歌手                                                |
| SINA MUSIC樂壇民意指數頒獎禮2005                    | 我最喜愛全國女歌手（全國）                                    |
| SINA MUSIC樂壇民意指數頒獎禮2005                    | 我最喜愛的歌詞〈明日恩典〉                                    |
| SINA MUSIC樂壇民意指數頒獎禮2005                    | 我最喜愛的演唱會《Reflection of Joey's Live容祖兒演唱會2005》 |
| 9+2音樂先鋒榜2005年度頒獎禮                         | 港台十大音樂先鋒榜金曲《明日恩典》                            |
| 9+2音樂先鋒榜2005年度頒獎禮                         | 港台最受歡迎女歌手                                            |
| 9+2音樂先鋒榜2005年度頒獎禮                         | 音樂先鋒對唱金曲〈刻不容緩〉                                  |
| 9+2音樂先鋒榜2005年度頒獎禮                         | 音樂先鋒K歌之後                                               |
| 9+2音樂先鋒榜2005年度頒獎禮                         | 11家主辦電臺聯頒（港台）最佳女歌手                            |
| 第六屆華語音樂傳媒大獎                              | 我最喜愛女歌手                                                |
| 第六屆華語音樂傳媒大獎                              | 年度K歌大獎                                                   |
| 第六屆華語音樂傳媒大獎                              | 年度傳媒大獎                                                  |
| 第三屆「勁歌王」全球華人樂壇年度總選                | 十大粵語金曲〈越唱越強〉                                      |
| 第三屆「勁歌王」全球華人樂壇年度總選                | 勁歌後                                                        |
| 第三屆「勁歌王」全球華人樂壇年度總選                | 勁歌王傳媒大獎（女）                                          |
| 第三屆「勁歌王」全球華人樂壇年度總選                | 最佳暢銷唱片《Bi-Heart》                                      |
| 第三屆SINA網絡廣告大獎                              | 我最喜愛網絡廣告女神                                          |
| 2006                                                |                                                               |
| 第六屆全球華語歌曲排行榜頒獎典禮                    | 年度二十大金曲〈愛情復興〉                                    |
| 第六屆全球華語歌曲排行榜頒獎典禮                    | 最受歡迎女歌手（五強）                                        |
| 第六屆全球華語歌曲排行榜頒獎典禮                    | 最佳女歌手                                                    |
| YAHOO!搜尋人氣大獎2006                              | 搜尋人氣歌曲〈華麗邂逅〉                                      |
| YAHOO!搜尋人氣大獎2006                              | 搜尋人氣本地女歌手                                            |
| 上海東森衛視「舞林大會」初賽第七場                  | 冠軍                                                          |
| RoadShow至尊音樂頒獎禮2006                          | 至尊歌曲〈華麗邂逅〉                                          |
| RoadShow至尊音樂頒獎禮2006                          | 至尊女歌手                                                    |
| RoadShow至尊音樂頒獎禮2006                          | 至尊歌曲累積票數最高女歌手                                    |
| 2006年度「雪碧」我的選擇中國原創音樂流行榜總選      | 我最喜愛的人氣偶像                                            |
| 2006年度「雪碧」我的選擇中國原創音樂流行榜總選      | 最受歡迎女歌手                                                |
| 9+2音樂先鋒榜2006年度頒獎禮                         | 港台十大先鋒金曲〈愛情復興〉                                  |
| 9+2音樂先鋒榜2006年度頒獎禮                         | 最佳首播歌曲〈愛情復興〉                                      |
| 9+2音樂先鋒榜2006年度頒獎禮                         | 最受歡迎先鋒女歌手（港台）                                    |
| 9+2音樂先鋒榜2006年度頒獎禮                         | 年度最佳先鋒女歌手（港台）                                    |
| 2007                                                |                                                               |
| 第七屆全球華語歌曲排行榜頒獎典禮                    | 年度二十大金曲〈小小〉                                        |
| 第七屆全球華語歌曲排行榜頒獎典禮                    | 最受歡迎女歌手（五強）                                        |
| 第七屆全球華語歌曲排行榜頒獎典禮                    | 最佳女歌手                                                    |
| 第四屆「勁歌王」全球華人樂壇年度總選                | 勁歌後                                                        |
| 第四屆「勁歌王」全球華人樂壇年度總選                | 金曲獎〈心花怒放〉                                            |
| 第四屆「勁歌王」全球華人樂壇年度總選                | 最暢銷唱片大獎《Close Up》                                    |
| RoadShow至尊音樂頒獎禮2007                          | 至尊歌曲〈逃〉                                                |
| RoadShow至尊音樂頒獎禮2007                          | 至尊女歌手                                                    |
| RoadShow至尊音樂頒獎禮2007                          | 至尊華語女歌手                                                |
| RoadShow至尊音樂頒獎禮2007                          | 至尊華語金曲〈小小〉                                          |
| 2007年度加拿大至HiT中文歌曲排行榜                   | 全國推崇十大歌曲（粵語）〈愛一個上一課〉                      |
| 2007年度加拿大至HiT中文歌曲排行榜                   | 全國推崇女歌手（粵語）                                        |
| SINA MUSIC樂壇民意指數頒獎禮2007                    | 我最喜愛全國女歌手                                            |
| SINA MUSIC樂壇民意指數頒獎禮2007                    | 我最喜愛的歌詞〈愛一個上一課〉                                |
| SINA MUSIC樂壇民意指數頒獎禮2007                    | 我最喜愛的演唱會《NCM!ive 向祖兒狂呼 – SAFARI – 音樂劇》      |
| YAHOO!搜尋人氣大獎2007                              | 十大人氣歌曲〈心花怒放〉                                      |
| YAHOO!搜尋人氣大獎2007                              | 搜尋人氣本地女歌手                                            |
| 2007年度「雪碧」我的選擇中國原創音樂流行榜總選      | 最受歡迎女歌手（香港）                                        |
| 2007年度「雪碧」我的選擇中國原創音樂流行榜總選      | 金曲獎〈小小〉                                                |
| 9+2音樂先鋒榜2007年度頒獎禮                         | 港台十大先鋒金曲〈小小〉                                      |
| 9+2音樂先鋒榜2007年度頒獎禮                         | 港台最受歡迎先鋒女歌手                                        |
| 第五屆「勁歌王」全球華人樂壇年度總選                | 勁歌後                                                        |
| 第五屆「勁歌王」全球華人樂壇年度總選                | 勁歌金曲〈零時零分〉                                          |
| 第八屆華語音樂傳媒大賞頒獎                          | 我最喜愛的女歌手                                              |
| 第八屆華語音樂傳媒大賞頒獎                          | 年度K歌大獎                                                   |
| 第八屆華語音樂傳媒大賞頒獎                          | 傳媒大獎                                                      |
| 2008                                                |                                                               |
| YAHOO!搜尋人氣大獎2008                              | Yahoo!Music十大人氣歌曲2008〈與蝶同眠〉                       |
| YAHOO!搜尋人氣大獎2008                              | 本地女歌手                                                    |
| YAHOO!搜尋人氣大獎2008                              | 歷年搜尋次數累積最多的人物                                    |
| SINA Music樂壇民意指數頒獎禮2008                    | SINA Music最高收聽率二十大歌曲〈與蝶同眠〉                    |
| SINA Music樂壇民意指數頒獎禮2008                    | 我最喜愛演唱會《StarLight容祖兒演唱會08》                     |
| SINA Music樂壇民意指數頒獎禮2008                    | 我最喜愛全國女歌手                                            |
| SINA Music樂壇民意指數頒獎禮2008                    | 我最喜愛女歌手（香港）                                        |
| 2008年度加拿大至HiT中文歌曲排行榜                   | 全國推崇十大歌曲（粵語）〈與蝶同眠〉                          |
| 9+2音樂先鋒榜2008年度頒獎禮                         | 港台十大先鋒金曲〈與蝶同眠〉                                  |
| 9+2音樂先鋒榜2008年度頒獎禮                         | 最受歡迎先鋒女歌手五強                                        |
| 9+2音樂先鋒榜2008年度頒獎禮                         | 港台最受歡迎先鋒女歌手                                        |
| 9+2音樂先鋒榜2008年度頒獎禮                         | 全國最受歡迎先鋒歌手                                          |
| 第六屆「勁歌王」全球華人樂壇年度總選                | 勁歌金曲（粵語）〈可歌可泣〉                                  |
| 第六屆「勁歌王」全球華人樂壇年度總選                | 勁歌後（粵語）                                                |
| 第六屆「勁歌王」全球華人樂壇年度總選                | 最暢銷唱片大獎（粵語）《In Motion》                           |
| 第9屆全球華語歌曲排行榜頒獎典禮                     | 年度最佳女歌手                                                |
| 第9屆全球華語歌曲排行榜頒獎典禮                     | 年度最受歡迎華語歌壇女歌手五強                                |
| 第9屆全球華語歌曲排行榜頒獎典禮                     | 最受歡迎二十大金曲獎〈與蝶同眠〉                              |
| 2009                                                |                                                               |
| YAHOO!搜尋人氣大獎2009                              | Yahoo!Music十大人氣歌曲2009《搜神記》                         |
| YAHOO!搜尋人氣大獎2009                              | 本地女歌手                                                    |
| 明報週刊演藝動力大獎2009                            | 最突出女歌手                                                  |
| 2009年度加拿大至HiT中文歌曲排行榜                   | 全國推崇十大歌曲（粵語）〈搜神記〉                            |
| 2009年度加拿大至HiT中文歌曲排行榜                   | 全國推崇女歌手（粵語）                                        |
| 2009年度加拿大至HiT中文歌曲排行榜                   | 全北美推崇女歌手（粵語）                                      |
| 青協uChannel網上電台                                | 千禧十年最受年青人歡迎女歌手                                  |
| SINA Music樂壇民意指數頒獎禮2009                    | SINA Music最高收聽率二十大歌曲〈搜神記〉                      |
| SINA Music樂壇民意指數頒獎禮2009                    | 我最喜愛全國女歌手                                            |
| SINA Music樂壇民意指數頒獎禮2009                    | 我最喜愛女歌手（香港）                                        |
| SINA Music樂壇民意指數頒獎禮2009                    | 我最喜愛至尊金曲〈搜神記〉                                    |
| 2009真維斯娛樂大典                                  | 年度音樂精彩人物                                              |
| 2009年度「雪碧」我的選擇中國原創音樂流行榜總選      | 最佳女歌手（香港）                                            |
| 2009年度「雪碧」我的選擇中國原創音樂流行榜總選      | 最受歡迎女歌手（香港）                                        |
| 2009年度「雪碧」我的選擇中國原創音樂流行榜總選      | 傳媒推薦大獎                                                  |
| 2009年度「雪碧」我的選擇中國原創音樂流行榜總選      | 最優秀舞台演繹獎                                              |
| 2009年度「雪碧」我的選擇中國原創音樂流行榜總選      | 港台金曲獎〈這就是愛嗎?〉                                     |
| 9+2音樂先鋒榜2009年度頒獎禮                         | 港台十大先鋒金曲〈這就是愛嗎?〉                               |
| 9+2音樂先鋒榜2009年度頒獎禮                         | 最受歡迎先鋒女歌手五強                                        |
| 9+2音樂先鋒榜2009年度頒獎禮                         | 21家電臺聯頒最佳專輯 《很忙》                                 |
| 9+2音樂先鋒榜2009年度頒獎禮                         | 全國最受歡迎先鋒歌手                                          |
| 第三屆華鼎獎                                        | 中國年度歌唱最佳表現女演員                                    |
| 蒙牛酸乳音樂風雲榜十年盛典                          | 最具影響力音樂人物                                            |
| 第16屆東方風雲榜                                    | 華語五強歌手（香港區得獎歌手）                                |
| 第七屆「勁歌王」全球華人樂壇年度總選                | 勁歌後                                                        |
| 第七屆「勁歌王」全球華人樂壇年度總選                | 金曲獎〈搜神記》                                              |
| 第七屆「勁歌王」全球華人樂壇年度總選                | 金曲金榜至尊金曲獎〈搜神記〉                                  |
| 第10屆全球華語歌曲排行榜頒獎典禮                    | 年度最受歡迎女歌手                                            |
| 第10屆全球華語歌曲排行榜頒獎典禮                    | 年度最受歡迎女歌手五強                                        |
| 第10屆全球華語歌曲排行榜頒獎典禮                    | 最受歡迎二十大金曲獎〈很忙〉                                  |
| 第10屆全球華語歌曲排行榜頒獎典禮                    | 年度最佳舞台演繹獎                                            |
| 2010                                                |                                                               |
| Yahoo Asia Buzz Awards 2010                         | 人氣歌曲〈破相〉                                              |
| Yahoo Asia Buzz Awards 2010                         | 人氣大碟《空港》                                              |
| Yahoo Asia Buzz Awards 2010                         | 人氣本地女歌手                                                |
| 9+2音樂先鋒榜2010年度頒獎禮                         | 港台十大先鋒金曲〈雙冠軍〉                                    |
| 9+2音樂先鋒榜2010年度頒獎禮                         | 最受歡迎先鋒女歌手五強                                        |
| 9+2音樂先鋒榜2010年度頒獎禮                         | 20家電臺聯頒最佳專輯 《Joey Ten》                             |
| 9+2音樂先鋒榜2010年度頒獎禮                         | 全國最受歡迎先鋒歌手                                          |
| 9+2音樂先鋒榜2010年度頒獎禮                         | 最佳先鋒公益歌曲〈日出東方〉（群星合唱）                      |
| 第十一屆音樂風雲榜頒獎典禮                          | 年度最具影響力大獎                                            |
| 第十一屆華語音樂傳媒大賞頒獎                        | 最佳粵語女歌手                                                |
| 第11屆全球華語歌曲排行榜頒獎典禮                    | 年度最受歡迎女歌手                                            |
| 第11屆全球華語歌曲排行榜頒獎典禮                    | 年度最受歡迎女歌手五強                                        |
| 第11屆全球華語歌曲排行榜頒獎典禮                    | 最受歡迎二十大金曲獎〈破相〉                                  |
| 第11屆全球華語歌曲排行榜頒獎典禮                    | 香港地區傑出歌手                                              |
| 2011                                                |                                                               |
| 華語金曲獎2011                                      | 年度最佳粵語女歌手                                            |
| 第八屆「勁歌王」全球華人樂壇年度總選                | 勁歌後                                                        |
| 第八屆「勁歌王」全球華人樂壇年度總選                | 金曲獎〈花千樹〉                                              |
| 第八屆「勁歌王」全球華人樂壇年度總選                | 最暢銷唱片大獎（粵語）《Joey & Joey》                         |
| 音樂先鋒榜2011年度頒獎禮                            | 港台十大先鋒金曲〈13點〉                                      |
| 音樂先鋒榜2011年度頒獎禮                            | 最受歡迎先鋒女歌手五強                                        |
| 音樂先鋒榜2011年度頒獎禮                            | 22家電臺聯頒最佳專輯《Joey & Joey》                           |
| 音樂先鋒榜2011年度頒獎禮                            | 全國最受歡迎先鋒歌手                                          |
| Yahoo Asia Buzz Awards 2011                         | 人氣歌曲〈花千樹〉                                            |
| Yahoo Asia Buzz Awards 2011                         | 人氣大碟《Joey & Joey》                                       |
| Yahoo Asia Buzz Awards 2011                         | 人氣本地女歌手                                                |
| 2011年度加拿大至HiT中文歌曲排行榜                   | 全國推崇十大歌曲（粵語）〈花千樹〉                            |
| 2011年度加拿大至HiT中文歌曲排行榜                   | 全國推崇女歌手（粵語）                                        |
| 第16屆全球華語榜中榜亞洲影響力大典                  | 最受歡迎女歌手（港台）                                        |
| 第16屆全球華語榜中榜亞洲影響力大典                  | 年度十大金曲（港台）〈最後情人〉                              |
| 第12屆全球華語歌曲排行榜頒獎典禮                    | 年度最受歡迎女歌手                                            |
| 第12屆全球華語歌曲排行榜頒獎典禮                    | 年度最受歡迎女歌手五強                                        |
| 第12屆全球華語歌曲排行榜頒獎典禮                    | 最受歡迎二十大金曲獎〈花千樹〉                                |
| 第12屆全球華語歌曲排行榜頒獎典禮                    | 最佳舞台演繹歌手獎                                            |
| 2012                                                |                                                               |
| 2012年第14屆韓國Mnet亞洲音樂大獎頒獎禮              | TVB's Choice                                                  |
| 全港民意流行音樂頒獎禮2012                          | 最受歡迎女歌手銀獎                                            |
| Yahoo Asia Buzz Awards 2012                         | 人氣本地女歌手                                                |
| Yahoo Asia Buzz Awards 2012                         | 人氣國語歌曲〈霧裡看花〉                                      |
| Yahoo Asia Buzz Awards 2012                         | Yahoo!十年人氣大獎                                            |
| SINA Music樂壇民意指數頒獎禮2012                    | SINA Music最高收聽率二十大歌曲〈連續劇〉                      |
| SINA Music樂壇民意指數頒獎禮2012                    | 電視劇主題曲大獎〈連續劇〉                                    |
| SINA Music樂壇民意指數頒獎禮2012                    | 合唱歌曲大獎〈雙子情歌〉                                      |
| SINA Music樂壇民意指數頒獎禮2012                    | 我最喜愛至尊國語專輯《Moment》                                |
| SINA Music樂壇民意指數頒獎禮2012                    | 我最喜愛全國女歌手                                            |
| 音樂先鋒榜2012年度頒獎禮                            | 港台十大先鋒金曲〈霧裡看花〉                                  |
| 音樂先鋒榜2012年度頒獎禮                            | 最受歡迎先鋒女歌手五強                                        |
| 音樂先鋒榜2012年度頒獎禮                            | 23家電臺聯頒最佳專輯 《Moment》                               |
| 音樂先鋒榜2012年度頒獎禮                            | 全國最受歡迎先鋒歌手                                          |
| 2012新浪微博之夜                                    | 微博人物風雅人物獎                                            |
| 第九屆「勁歌王」全球華人樂壇年度總選                | 勁歌後                                                        |
| 第九屆「勁歌王」全球華人樂壇年度總選                | 金曲獎（國語）〈霧裡看花〉                                    |
| 第九屆「勁歌王」全球華人樂壇年度總選                | 傳媒大獎                                                      |
| 第20屆東方風雲榜                                    | 華語五強歌手（香港區得獎歌手）                                |
| 第17屆全球華語榜中榜音樂大典                        | 最佳女歌手（香港）                                            |
| 第17屆全球華語榜中榜音樂大典                        | Channel【V】勁爆專輯《Moment》                                |
| 第13屆全球華語歌曲排行榜頒獎典禮                    | 年度最受歡迎女歌手                                            |
| 第13屆全球華語歌曲排行榜頒獎典禮                    | 年度最受歡迎女歌手五強                                        |
| 第13屆全球華語歌曲排行榜頒獎典禮                    | 年度二十大金曲獎〈加大力度〉                                  |
| 第13屆全球華語歌曲排行榜頒獎典禮                    | 最佳專輯《Moment》                                            |
| 2013                                                |                                                               |
| 2013 CASH金帆音樂獎                                 | 最佳女歌手演繹獎〈天窗》                                      |
| 音樂先鋒榜2013年度頒獎禮                            | 港台十大先鋒金曲〈天窗〉                                      |
| 音樂先鋒榜2013年度頒獎禮                            | 23家電臺聯頒最佳專輯《小日子》                                |
| 音樂先鋒榜2013年度頒獎禮                            | 全國最受歡迎先鋒歌手                                          |
| Yahoo Asia Buzz Awards 2013                         | 人氣本地女歌手                                                |
| 2013年全港民意流行音樂選舉                          | 最受歡迎至尊唱片獎《小日子》                                  |
| 2013年全港民意流行音樂選舉                          | 最受歡迎至尊歌曲獎〈小日子〉                                  |
| 2013年全港民意流行音樂選舉                          | 十大最受歡迎歌曲第八位〈天窗〉                                |
| 2013年全港民意流行音樂選舉                          | 最受歡迎女歌手金獎                                            |
| 2014                                                |                                                               |
| Yahoo Asia Buzz Awards 2014                         | 人氣本地女歌手                                                |
| Yahoo Asia Buzz Awards 2014                         | 人氣演唱會《容祖兒1314演唱會》                                |
| 第14屆全球華語歌曲排行榜頒獎典禮                    | 年度最受歡迎女歌手                                            |
| 第14屆全球華語歌曲排行榜頒獎典禮                    | 年度最受歡迎女歌手五強                                        |
| 第14屆全球華語歌曲排行榜頒獎典禮                    | 年度二十大金曲獎〈小日子〉                                    |
| 第14屆全球華語歌曲排行榜頒獎典禮                    | 最佳專輯《小日子》                                            |
| 第十九屆新加坡金曲獎                                | 區域傑出歌手獎（香港）                                        |
| 音樂先鋒榜2014年度頒獎禮                            | 全國最受歡迎先鋒歌手                                          |
| 2015                                                |                                                               |
| 第十屆「勁歌王」全球華人樂壇年度總選                | 我最喜爱歌手大獎                                              |
| Yahoo Asia Buzz Awards 2015                         | 人氣本地女歌手                                                |
| 2016                                                |                                                               |
| 第16屆全球華語歌曲排行榜頒獎典禮                    | 五大最受歡迎女歌手獎                                          |
| 第16屆全球華語歌曲排行榜頒獎典禮                    | 最佳舞臺演繹女歌手獎                                          |
| 第16屆全球華語歌曲排行榜頒獎典禮                    | 全能藝人獎                                                    |
| 第16屆全球華語歌曲排行榜頒獎典禮                    | 最受歡迎對唱歌曲獎〈世界真細小〉（與李克勤合唱）              |
| 第16屆全球華語歌曲排行榜頒獎典禮                    | 年度二十大金曲〈無人知道雙子座〉                              |
| 2017                                                |                                                               |
| 香港亞洲流行音樂節2017                              | 香港音樂廿載情〈我的驕傲〉                                    |
| YAHOO!人氣大獎2017 頒獎典禮                         | 本地女歌手                                                    |
| 2018                                                |                                                               |
| YAHOO!搜尋人氣大獎2018                              | 本地女歌手                                                    |
| 谷撐音樂大獎2018                                    | 谷撐最強女歌手                                                |
| MOOV MUSIC AWARDS 2018                              | 年度十大廣東歌〈心之科學〉                                    |
| 2018年度加拿大至HiT中文歌曲排行榜                   | 全國推崇十大歌曲（粵語）〈心之科學〉                          |
| 2019                                                |                                                               |
| 第一屆KKBOX香港風雲榜                               | 十大風雲歌手                                                  |
| 2020                                                |                                                               |
| 第二屆KKBOX香港風雲榜                               | 十大風雲歌手                                                  |
| 騰訊娛樂2020年度盛典                                | 騰訊娛樂白皮書年度女歌手                                      |
| 2020年度 JOOX TOP 聽推介頒獎禮                      | 年度 TOP 聽推介歌手                                           |
| 台灣 PlayMusic音樂網 第一屆 PlayMusic Awards（PMA） | 年度十大非華語歌曲〈東京人壽〉                                |
| 2022                                                |                                                               |
| Yahoo! 搜尋人氣大獎2022                             | 頭100位熱搜本地男女藝人或組合                                 |
| 2023                                                |                                                               |
| 微博之夜                                            | 微博年度音樂人之年度熱度歌手                                  |
| 2024                                                |                                                               |
| 微博音樂盛典                                        | 年度熱度歌手                                                  |

### 影視獎項
| 年份   | 頒獎典禮/機構                   | 獎項                                                                |
| ------ | ------------------------------- | ------------------------------------------------------------------- |
| 2003年 | 《萬千星輝賀台慶》              | 提名「本年度我最喜愛的女主角」 《美麗在望》                         |
| 2003年 | 《萬千星輝賀台慶》              | 提名「本年度我最喜愛的拍檔（戲劇組）」 《美麗在望》 郭晉安、容祖兒  |
| 2005年 | 《香港電影金像獎》              | 提名「最佳原創電影歌曲獎」﹝最後5強﹞ 〈身驕肉貴〉 電影《身驕肉貴》 |
| 2012年 | 《星和無線電視大獎》            | 獲獎「我最愛TVB主題曲」 〈連續劇〉 電視劇《On Call 36小時》         |
| 2013年 | 《香港電影金像獎》              | 提名「最佳原創電影歌曲獎」 〈追風箏的風箏〉 電影《DIVA華麗之後》    |
| 2013年 | 《TVB馬來西亞星光薈萃頒獎典禮》 | 獲獎「最喜愛TVB劇集歌曲」 〈續集〉 電視劇《On Call 36小時II》       |
| 2013年 | 《第五屆澳門國際電影節》        | 提名「最佳女主角」 《DIVA華麗之後》                                 |
| 2015年 | 《萬千星輝頒獎典禮》            | 提名「最受歡迎劇集歌曲」 〈女皇〉 電視劇《武則天》                  |
| 2019年 | 《萬千星輝頒獎典禮》            | 提名「最受歡迎劇集歌曲」 〈明月〉 電視劇《包青天再起風雲》          |